# Барки (Рыбкинское сельское поселение)
Барки — деревня Ковылкинского района Республики Мордовия в составе Рыбкинского сельского поселения.

## География
Находится у реки Мокша на расстоянии примерно 22 километра по прямой на север-северо-запад от районного центра города Ковылкино.

## Истории
Известна с 1869 года, когда она была учтена как казенная деревня Наровчатского уезда из 43 дворов.

## Население
| 2002 | 2009 | 2010 | 2012 |
| ---- | ---- | ---- | ---- |
| 218  | ↘210 | ↘162 | ↗178 |

Постоянное население составляло 218 человек (мордва-мокша 82 %) в 2002 году, 178 в 2010 году.